# Botrány a birodalomban
A Botrány a birodalomban (eredeti címén: Mrs Brown) egy 1997-ben bemutatott angol történelmi filmdráma John Madden rendezésében. A produkció főszerepeit Judi Dench, Billy Connolly, Geoffrey Palmer és Antony Sher alakítják.
A film az 1997-es cannes-i fesztiválon debütált májusban, az Egyesült Államokban július 18-tól vetítették. Két BAFTA-díjat és egy Golden Globe-díjat nyert.

## Cselekmény
Az özvegy Viktória királynő háztartása úgy gondolta, hogy John Brown, férje skót szolgája, segíthet a királynőnek, aki férje 1861-ben bekövetkezett halála óta gyászol. Kapcsolatuk azonban hamarosan felháborodást kelt.
1863-ban, abban a reményben, hogy a királynőt finoman rávehetik arra, hogy az évekig tartó visszavonultság után ismét a nyilvánosság elé álljon, Brownt az udvarba hívják. A nyilvánosság, a sajtó és a politikusok hamarosan neheztelni kezdenek Brown Viktória feletti vélt befolyására. Brown szabadon alakítja magának az udvari protokollt, különösen azzal, hogy Őfelségét "nőnek" szólítja. Emellett hamar átveszi az irányítást a királynő mindennapi tevékenységei felett, ami tovább fokozza a feszültséget közte, a királyi család és a szolgák között.
Viktória népszerűsége elzárkózása miatt csökkenni kezd, és a republikánus érzelmek erősödni látszanak. Benjamin Disraeli miniszterelnök befolyása az alsóház felett gyengül, és félő, hogy az országban felerősödik a monarchiaellenes hangulat. Meggyőzi Brownt, hogy használja fel befolyását Viktóriára, hogy rávegye, térjen vissza a közfeladatok ellátásához, különösen a trónbeszédhez a parlamentben.
Brown vonakodik ezt megtenni, joggal tart attól, hogy Viktória ezt személyes árulásként fogja fel. Amikor a férfi sürgeti, hogy térjen vissza Londonba, és teljesítse nyilvános kötelességeit, veszekedés alakul ki. Viktória, aki úgy érzi, hogy Brown elárulta, feldúlt lesz, és kizárja Brownt az életéből. Brown egészen haláláig szolgálta ezután Viktóriát. Utolsó éveiben feladatai a biztonsági főnöki posztra korlátozódnak. A palota személyzete belefáradt Brown dogmatikus viselkedésébe, és kigúnyolják és megdorgálják biztonsági erőfeszítéseit, mint paranoid téveszméket. Végül egy nyilvános rendezvényen egy fegyveres merénylő jelenik meg a tömegből a királyi család felé ugorva. A mindig éber Brown sikeresen meghiúsítja a merényletet. Habár a walesi herceg magának tulajdonítja a sikert, a királynő átlát a hazugságon, és Brownt tünteti ki.
Évekkel később Brown súlyosan megbetegszik tüdőgyulladásban. A betegségéről értesülve Viktória meglátogatja a szobájában. Szolgálati évei alatt Brown naplót vezetett, és halálakor Ponsonby és Jenner megbeszélik annak tartalmát, kijelentve, hogy azt soha senki nem láthatja. A film zárójegyzeteiben olvasható: "John Brown naplóját soha nem találták meg". Jenner azt is elárulja, hogy a walesi herceg a királynő kedvenc Brown mellszobrát a palota faláról ledobta, utalva ezzel a film nyitójelenetére.

## Szereposztás
| Szerep                           | Színész             | Magyar hangja  |
| -------------------------------- | ------------------- | -------------- |
| Viktória királynő                | Judi Dench          | Szabó Éva      |
| John Brown                       | Billy Connolly      | Reviczky Gábor |
| Henry Ponsonby                   | Geoffrey Palmer     | Szélyes Imre   |
| Benjamin Disraeli miniszterelnök | Antony Sher         | Benedek Miklós |
| Archie Brown                     | Gerard Butler       | Dózsa Zoltán   |
| Bertie, Wales hercege            | David Westhead      | Tarján Péter   |
| Dr. Jenner                       | Richard Pasco       | Perlaki István |
| Lord Stanley                     | Jason Morell        | Bodrogi Attila |
| Windsor esperese                 | Oliver Ford Davies  | Kardos Gábor   |
| Lady Ely                         | Bridget McConnell   | n.a            |
| Lady Churchill                   | Georgie Glen        | n.a            |
| komorna                          | Elizabeth O'Donnell | n.a            |

További magyar hangok: Árkosi Kati, Bokor Ildikó, Gyurity István, Hirling Judit, Kapácsy Miklós, Némedi Mari, Szalai Imre, Szórádi Erika, Tóth Roland

## Fogadtatás
A film kiváló kritikát szerzett a filmkritikusok körében. A Rotten Tomatoeson 92%-os minősítést kapott 51 értékelés alapján, az összefoglaló szerint: „A remek színészi játéknak, a sztárok közötti kémiának és a szellemes, átgondolt forgatókönyvnek köszönhetően a Botrány a birodalomban árnyalt és szórakoztató, ha nem is teljesen tényszerű beszámolót nyújt egy ritkán vizsgált történelmi kapcsolatról.” Emanuel Levy a Varietytől azt írta: „Viktória királynő uralkodásának egy kevésbé ismert fejezete áll a középpontban, ez a részletgazdag dráma az országot megbotránkoztató intim kapcsolatáról a szolgájával kitűnő színjátékkal kecsegtet; Judi Dench megérdemelne egy Oscar-jelölést.”
A MetaCritic 71 pontot adott a 100-ból 22 vélemény alapján. Russell Smith a The Austin Chronicle-től azt írta: „Feltéve, hogy a gazdag emberi meglátások, a nagyszerű produkciós értékek és a színészi játék még mindig számítanak valamit, a Botrány a birodalomban-nak nem lehet gondja azzal, hogy hálás közönségre találjon.”
A Box Office Mojo szerint 9 millió dolláros bevételt szerzett a film, a költségvetésről nem elérhető adat.

## Fontosabb díjak és jelölések
| Esemény                     | Díj                     | Kategória                                           | Eredmény |
| --------------------------- | ----------------------- | --------------------------------------------------- | -------- |
| 51. BAFTA-gála              | BAFTA-díj               | Kiemelkedő brit film                                | Jelölve  |
| 51. BAFTA-gála              | BAFTA-díj               | Legjobb film                                        | Jelölve  |
| 51. BAFTA-gála              | BAFTA-díj               | Legjobb eredeti forgatókönyv                        | Jelölve  |
| 51. BAFTA-gála              | BAFTA-díj               | Legjobb női főszereplő: Judi Dench                  | Elnyerte |
| 51. BAFTA-gála              | BAFTA-díj               | Legjobb férfi főszereplő: Billy Connolly            | Jelölve  |
| 51. BAFTA-gála              | BAFTA-díj               | Legjobb díszlet                                     | Jelölve  |
| 51. BAFTA-gála              | BAFTA-díj               | Legjobb jelmeztervezés                              | Elnyerte |
| 51. BAFTA-gála              | BAFTA-díj               | BAFTA-díj a legjobb sminknek                        | Jelölve  |
| 55. Golden Globe-gála       | Golden Globe-díj        | Legjobb női főszereplő                              | Elnyerte |
| 70. Oscar-gála              | Oscar-díj               | Legjobb női főszereplő                              | Jelölve  |
| 70. Oscar-gála              | Oscar-díj               | Legjobb smink                                       | Jelölve  |
| 4. Screen Actors Guild-gála | Screen Actors Guild-díj | Legjobb női főszereplő (mozifilm): Judi Dench       | Jelölve  |
| 4. Screen Actors Guild-gála | Screen Actors Guild-díj | Legjobb férfi főszereplő (mozifilm): Billy Connolly | Jelölve  |